# Свидник (село)
Сви́дник —  село в Україні, в Дрогобицькому районі Львівської області. Населення становить 260 осіб. Орган місцевого самоврядування - Східницька селищна рада.

## Церква

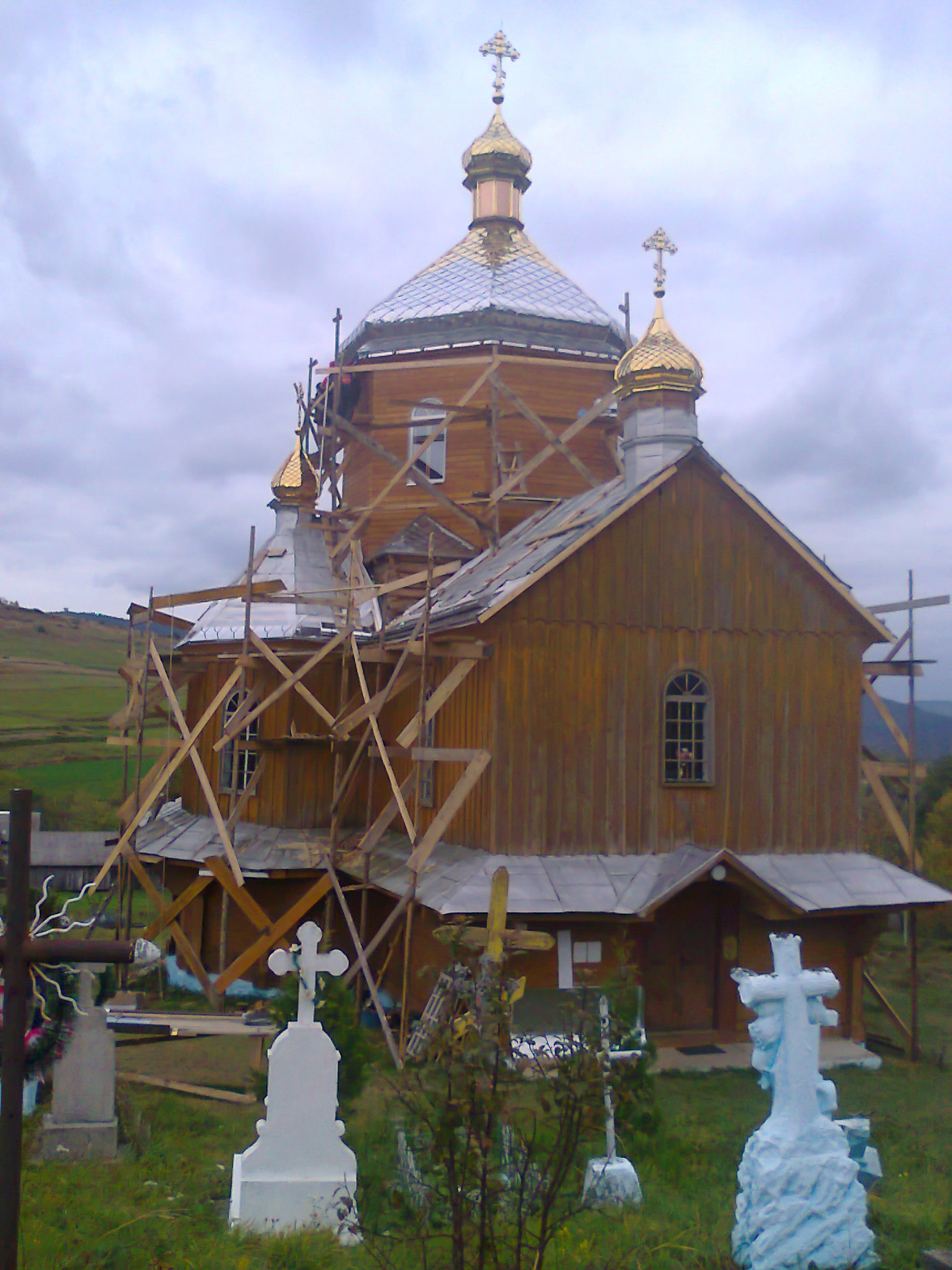
Позолота куполів у 2013 році.

Дерев'яний храм Покрови Пресвятої Богородиці постав у 1906 році. Церква розташована посеред села на схилі гори. Будівля хрещата в плані, одноверха, увінчана наметовою банею на восьмерику середохрестя. Церква належить до неоукраїнського стилю, зведена на високому мурованому фундаменті, складається з квадратної нави з гранчастими бічними раменами, гранчастого вівтаря та прямокутного бабинця. При вівтарі, по обидва боки, розташовані прямокутні захристя. Вінчає наву високий світловий восьмерик, вкритий наметовою банею, завершеною ажурним ліхтарем з маківкою і хрестом. Ще чотири маківки встановлені на п’ятисхилих дахах бічних рамен і вівтаря та двосхилому причілковому даху бабинця. Оточує церкву піддашшя, оперте на профільовані виступи вінців зрубів. Стіни підопасання – відкритий зруб, а надопасання, та восьмерика – ошальовані вертикально дошками і лиштвами. У 1968-1989 роках церква була зачинена через заборону богослужінь з боку радянської влади. Церква належить до ПЦУ.

### Священники
Іванович Ярослав — священник у селі до 2006 року. Петрущак Григорій— священник у селі із 2006 по 2017.